# دودمان ساتواهنه
دودمان ساتَواهَنَه (انگلیسی: Satavahana dynasty) یک سلسلهٔ باستانی قدرتمند در هند بودند که از اواخر قرن دوم پیش از میلاد تا اوایل قرن سوم میلادی بر بخش‌های وسیعی از جنوب و مرکز هند حکومت می‌کردند. قلمرو آنها عمدتاً شامل مناطق امروزی آندرا پرادش، تلانگانا و مهاراشترا می‌شد، اما در دوره‌های مختلف، حکومتشان به بخش‌هایی از گجرات، مادیا پرادش و کرناتکه نیز گسترش یافت.
ساتواهنه‌ها نقش مهمی در تاریخ هند ایفا کردند. آنها حامی هنر، معماری و فرهنگ بودند و آثار باستانی بسیاری از دوران حکومت آنها به جای مانده است. از جمله مهم‌ترین این آثار می‌توان به استوپاهای بودایی در آمراواتی و نقش‌برجسته‌های غارهای آجانتا و الورا اشاره کرد.
ساتواهنه‌ها به دلیل سیاست مذهبی آزادمنشانه‌شان نیز مشهور بودند. آنها از هر دو مذهب هندوئیسم و بودیسم حمایت می‌کردند و به پیروان هر دو مذهب اجازه می‌دادند که آزادانه به عبادت و فعالیت‌های مذهبی خود بپردازند. این سیاست مذهبی آزادمنشانه به رشد و شکوفایی هر دو مذهب در دوران حکومت ساتواهنه‌ها کمک کرد.
زبان رسمی دربار ساتواهنه‌ها، پراکریت بود، اما از زبان سانسکریت نیز در نوشته‌ها و کتیبه‌های آنها استفاده می‌شد. ساتواهنه‌ها همچنین در تجارت و با زرگانی با امپراتوری روم فعال بودند و سکه‌های رومی بسیاری در قلمرو آنها یافت شده است.
پس از حدود ۴۵۰ سال حکومت، امپراتوری ساتواهنه در اوایل قرن سوم میلادی به دلیل عوامل مختلفی مانند شورش‌های داخلی و حمله قبایل خارجی رو به زوال گذاشت و به چندین پادشاهی کوچک‌تر تقسیم شد. با این حال، میراث فرهنگی و تاریخی ساتواهنه‌ها تا به امروز در هند باقی مانده است.